# Gondoruso
Gondoruso is een bestuurslaag in het regentschap Lumajang van de provincie Oost-Java, Indonesië. Gondoruso telt 5535 inwoners (volkstelling 2010).